# Spyker
Spyker (Спайкер) — з 1880 року нідерландський виробник карет, автомобілів та літаків. Штаб-квартира розташована в Амстердамі. У 1915 році компанію купує Анрі Вейнмален, а у 1922 році - британський дилер компанії - Spyker Ltd. У 1926 році компанія припинила виробництво автомобілів.

## Брати Спейкер. Заснування компанії
У 1880 році два брати-ковалі Якобус і Хендрік-Ян Спейкер засновують фірму свого імені в місті Хільверсум. Про їх ковальське походження, до речі, говорило й прізвище, яке перекладається, як "цвях". Брати почали виготовляти карети та інші транспортні засоби гужового походження. 1895 року, піднявшись, вони переїжджають ближче до столиці Нідерландів - Амстердаму. Незабаром вони починають поставляти свої вози в голландську Ост-Індію, оскільки за ними закріпився імідж якісних і надійних транспортних засобів. 1897 року народ Нідерландів робить незвичайне замовлення - золоту карету для коронації королеви Нідерландів - Вільгельміни. Через рік вона була готова, ця карета використовується донині королівським двором Голландії.
У тому ж році проходить ралі Париж-Амстердам-Париж, коли машини фінішували в проміжному пункті, їх побачили і брати-каретники, вони захопилися автомобілями, насамперед вони купили собі автомобіль марки Benz. Потім вони стали дилерами цієї марки в Голландії, згодом, вирішивши самим виготовляти автомобілі, брати купують руїни колишньої садиби Тромпенбург, і будують на її місці завод. До речі, садиба в 17 столітті належала адміралу флоту Корнеліусу Тромпу. За назвою місцевості отримало назву і підприємство - N.V. Industrieële Maatschappij Trompenburg.

## Початок виробництва автомобілів
У 1899 році вони побудували дві машини, які були продемонстровані на Амстердамської виставці 1900 року. Це були Spijker-Benz 3PK і 5PK Duc, обидві машини були побудовані на базі "Бенц", перший - на базі "Вело", другий - на базі "Вікторія".

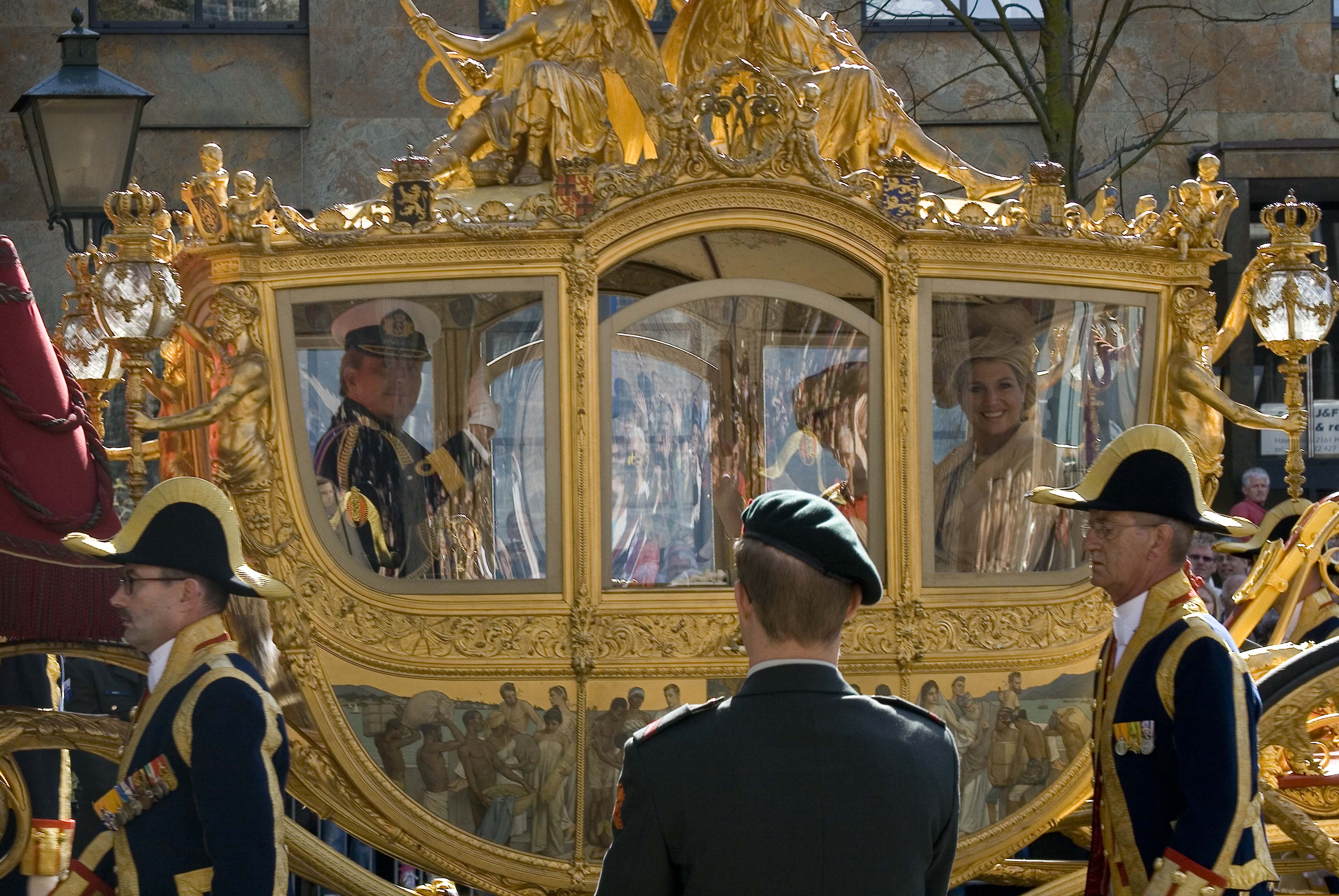
Золота карета Spijker

Однак перший самостійний автомобіль марки Spijker побудували в тому ж 1900 році, це був 1.9 л двоциліндровий автомобіль, мотор мав повітряне охолодження і розвивав 5 к.с.. Машина так і називалася - 5НР. Однак ця машина не була популярною і всього кілька примірників було побудовано.
Через 2 роки на виставці показали новий автомобіль з водяним охолодженням - 6PK, але і ця 2-циліндрова машина виявилася мало кому потрібною. Тоді брати вирішують запросити на роботу професійного інженера, вибір падає на бельгійця - Жозефа Лявіолетта.
Під його початком будується 2-циліндрова модель 10/12PK з 1.9 л мотором і 4-циліндровий 3.8 л 20/24PK. 4-циліндровий мотор мав рідкісні в той час 5 опорних підшипників колінчастого вала, також незвичайним було те, що мотор був встановлений на підрамник, який вже кріпився до рами шасі. До речі, цей 4-циліндровий мотор мав цікаву систему охолодження - вода циркулювала по спеціальних спіральних трубках, які проходили навколо камер згоряння і циліндрів, проте система була неефективною і мотор страждав постійним перегрівом.
Однак, не дивлячись на це, машини починають мати успіх, у тому числі в Британії, тому брати вирішують змінити назву марки на Spyker, щоб англійцям і німцям було простіше вимовляти назву автомобіля, тепер марка вимовляється як "Спайкер".
У 1903 році же був готовий проєкт, який розпочався ще рік тому. Це був перший у світі 6-циліндровий автомобіль. Він мав 5.1 л мотор, потужністю 50 к.с., більше того, це був перший повнопривідний автомобіль. Конструкція коробки передач була досить складною, так конусне зчеплення задіювало в коробці передач спеціальний диференціал, який через карданні вали задіював вже диференціали переднього і заднього мостів, в результаті 2-діапазонна трансмісія мала по 3 передачі, що давало на виході 6 передніх і 2 задні передачі. Також вперше в світі машина Spyker 36/50PK має гальма всіх коліс, але якщо гальма задніх коліс мали класичну конструкцію, то гальмо передніх коліс задіював карданний вал, що йшов до передніх коліс. Новинка була показана на Паризькій виставці.

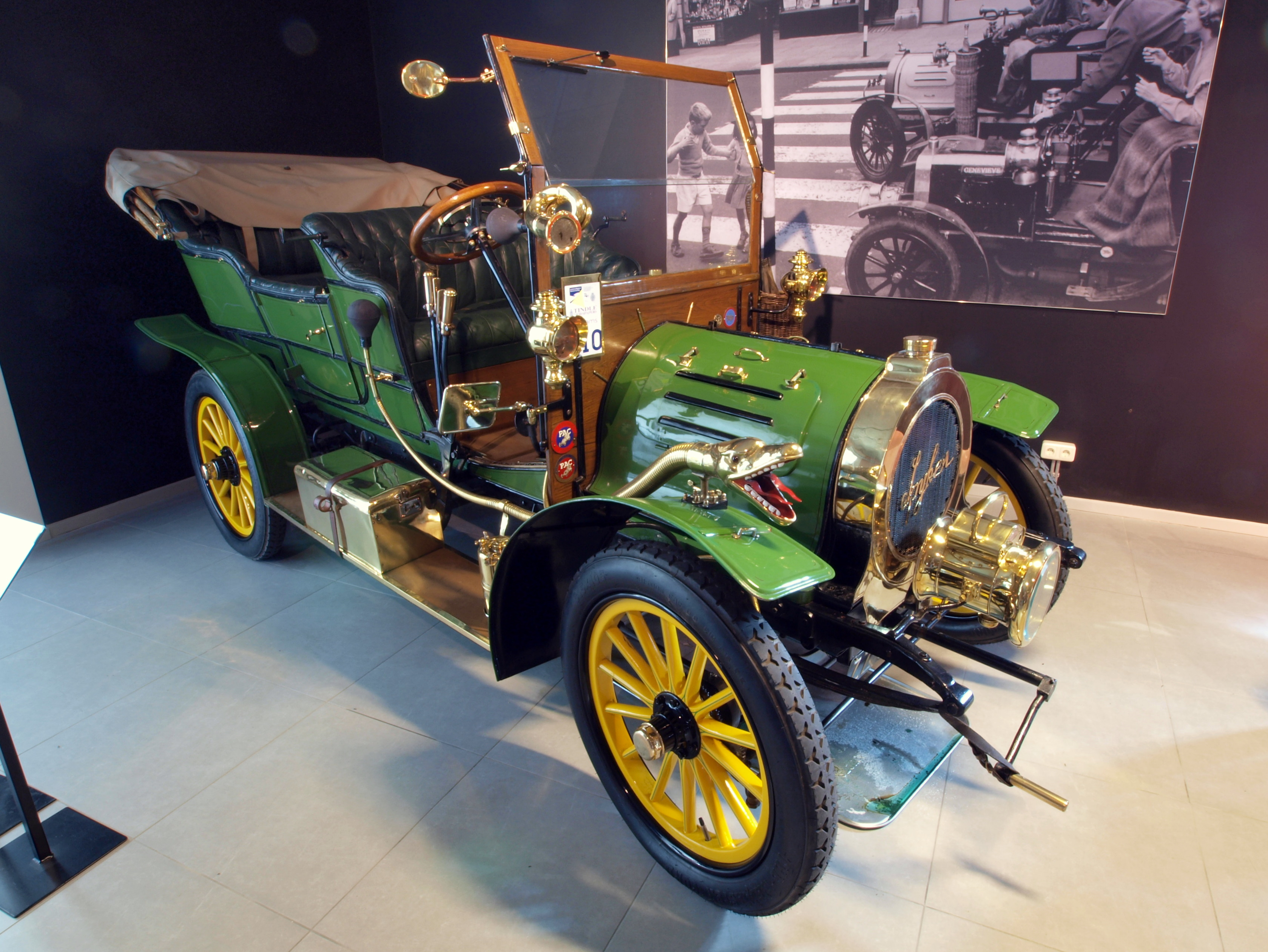
Spyker 12/16PK

Поруч з повнопривідним автомобілем на виставці стояли простіші машини: 16/20PK, циліндри його мотора були з'єднані в два блоки, і більша 30/36PK, ці машини відрізнялися тим, що їх днище було закрито спеціальним листом, щоб пил і бруд не потрапляли на механізми, через що машини отримали прізвисько "безпильні".

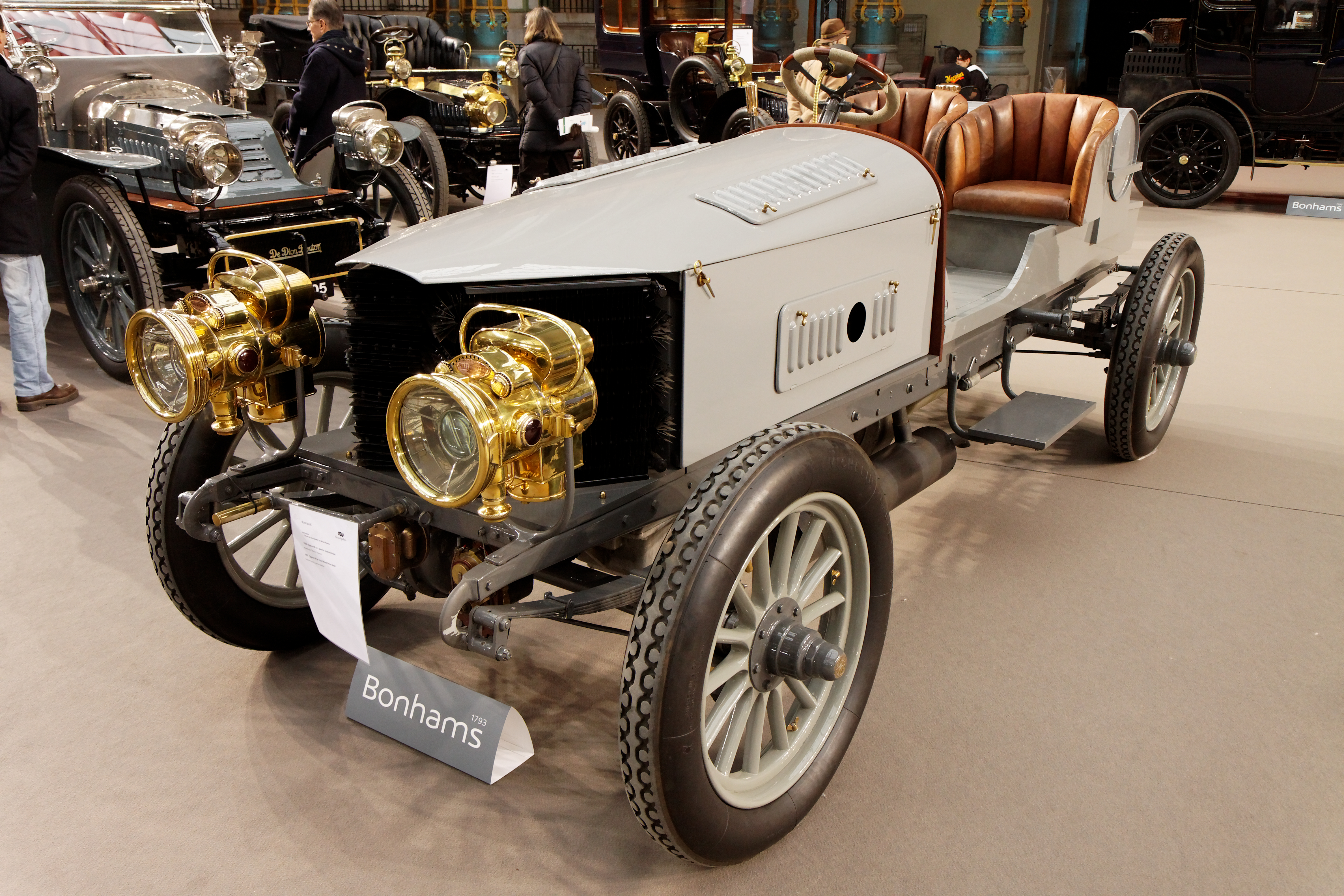
Spyker 60/80PK Racer

В кінці року повнопривідна версія отримала потужніший мотор, оскільки важка конструкція виявилася занадто тихохідною, а машини замислювалися як спортивні. Мотор був збільшений до 8.6 л, а потужність зняли вже в 80 к.с., машина отримала індекс 60/80PK. До речі, ця машина стала однією з найдорожчих продаваних у Британії.
У 1906 році Якобус Спейкер взяв участь в гонках з підйому в гору, організованих британських автоклубом "Birmingham Automobile Club". Легенда свідчить, що команда з 5-ти голландців молилася перед сном, щоб в день перегонів був дощ, під час сну вибухнула сильна злива, в результаті в цій брудній гонці "Спайкер 60/80PK" став єдиною машиною, яка змогла взагалі піднятися на вершину гірки, відповідно, Якобус став переможцем змагань.

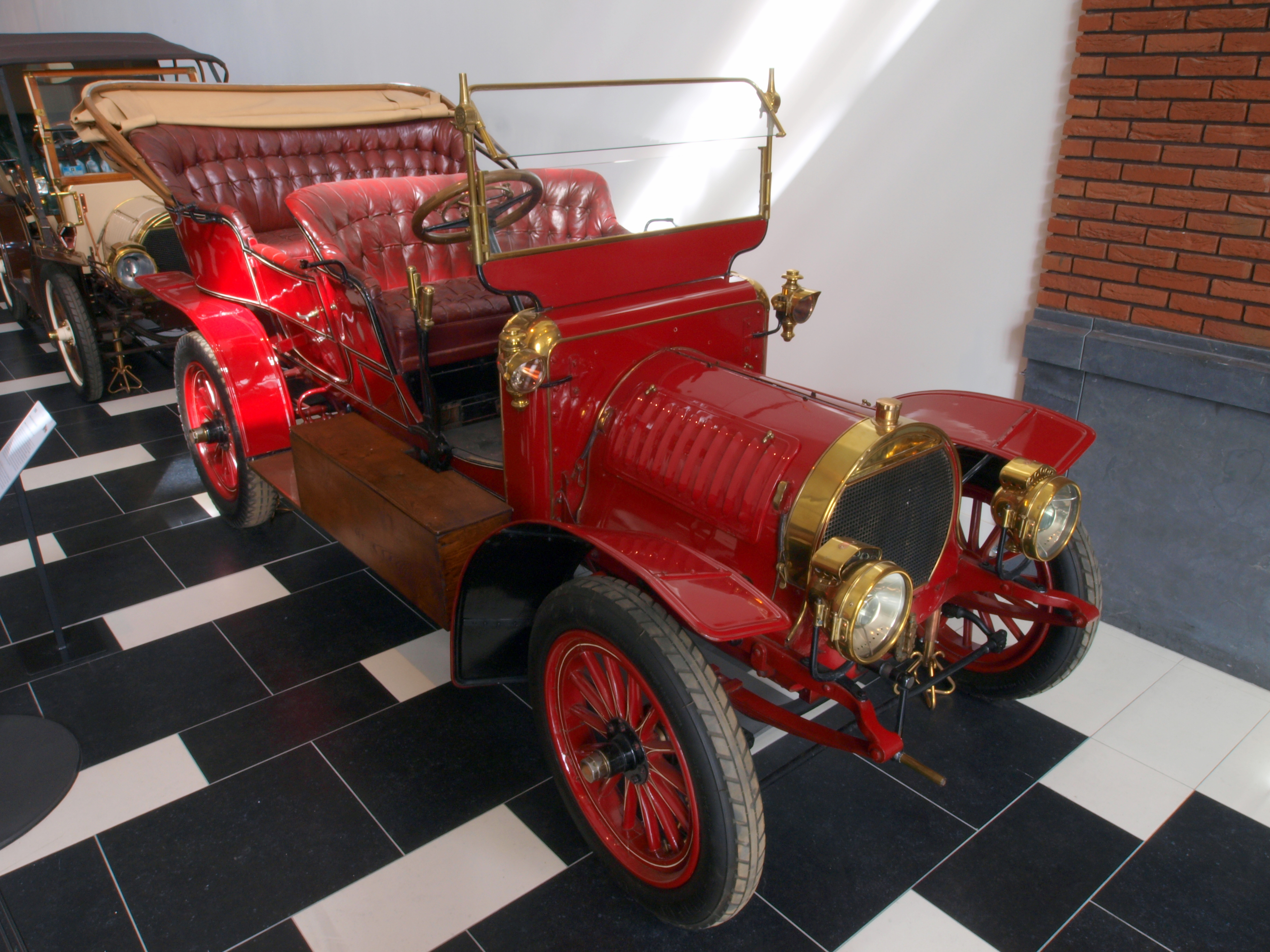
Spyker 14/18PK Dual Phaeton

У 1904 році модельний ряд поповнила 4-циліндрова 2.5 л модель 14/18PK.
Ці машини отримали знамениту круглу форму радіатора, правда, не тільки "Спайкери" оснащувалися такою. Ця машина могла розвивати до 60 км/год.
Наприкінці 1904 року з'явилися нові моделі 20/28PK з 4.5 л 4-циліндровим мотором, які замінили модель 20/24PK; 8.0 л модель 25/36 могла оснащуватися як в повнопривідному варіанті, так і в задньопривідному, цікаво, що при такому великому об'ємі мотора машина мала всього 4 циліндри, більша 32/40PK випускалася тільки в повнопривідному варіанті.
Для розширення свого бізнесу старший брат Хендрік-Ян Спейкер починає багато подорожувати, він починає відвідувати Ост-Індію, рекламуючи там свої автомобілі, заодно купує каучукові плантації. До 1907 році на заводі компанії працювало вже 800 чоловік, продажі йшли дуже непогано, особливо у Великій Британії, оскільки зірка "Роллс-Ройс" ще не вийшов, і автомобілі "Спайкер" - одні з найдорожчих на британському ринку, мали славу надійних авто, а модель 32/40PK взагалі конкурувала тільки з багатолітровими автомобілями марки "Фіат", "Мерседес" та "Паннар ет Левассор". Наприкінці 1906 року старший брат повертався з Ост-Індії додому, по дорозі він вирішив відвідати свого британського партнера Сімпсона Тейлора, який і представляв інтереси марки у Великій Британії.
Наприкінці лютого 1907 року Хендрік-Ян Спейкер вирушає з Лондона до Хук-ван-Холланда на поромі "Berlin", але подорож супроводжувалася сильним штормом, коли до місця призначення залишалося всього-то нічого, сильна хвиля підійняла пароплав і вдарила об хвилю, капітан зміг випрямити судно, але тут налетіла друга хвиля і знову вдарила з ще більшою силою, причому, хвиля була настільки сильною, що з містка змило капітана і лоцмана, в результаті судно затонуло всього за 20 метрів від берега, а врятувати з 144 пасажирів і членів екіпажу змогли тільки 11 осіб. Хендріка-Яна в їх числі, на жаль, не виявилося.
Однак, ще до того, коли загинув брат, Якобус дав згоду на участь в автопробігу Пекін-Париж. 31 січня 1907 року французька газета "Le Matin" випустила статтю з пропозицією про пробіг автомобілістів із Пекіну до Парижа. У гонці проявили бажання взяти участь італійський князь Боргезе на "Італа", звичайно маркіз Де Діон (правда, не сам, а виставивши свої автомобілі), бельгійський Metallurgique і французька фірма Contal. Серед гонщиків бельгійських "Металюржік", яких було заявлено аж цілих 3, значився француз Шарль Годдар, проте високі витрати (внесок за участь - 2000 франків), плюс витрати на подорож змусили бельгійців відмовитися від участі. Тоді Годдар вирішує їхати до Голландії і просити братів Спейкер про фінансування. Якраз в цей момент і чекали прибуття старшого брата.

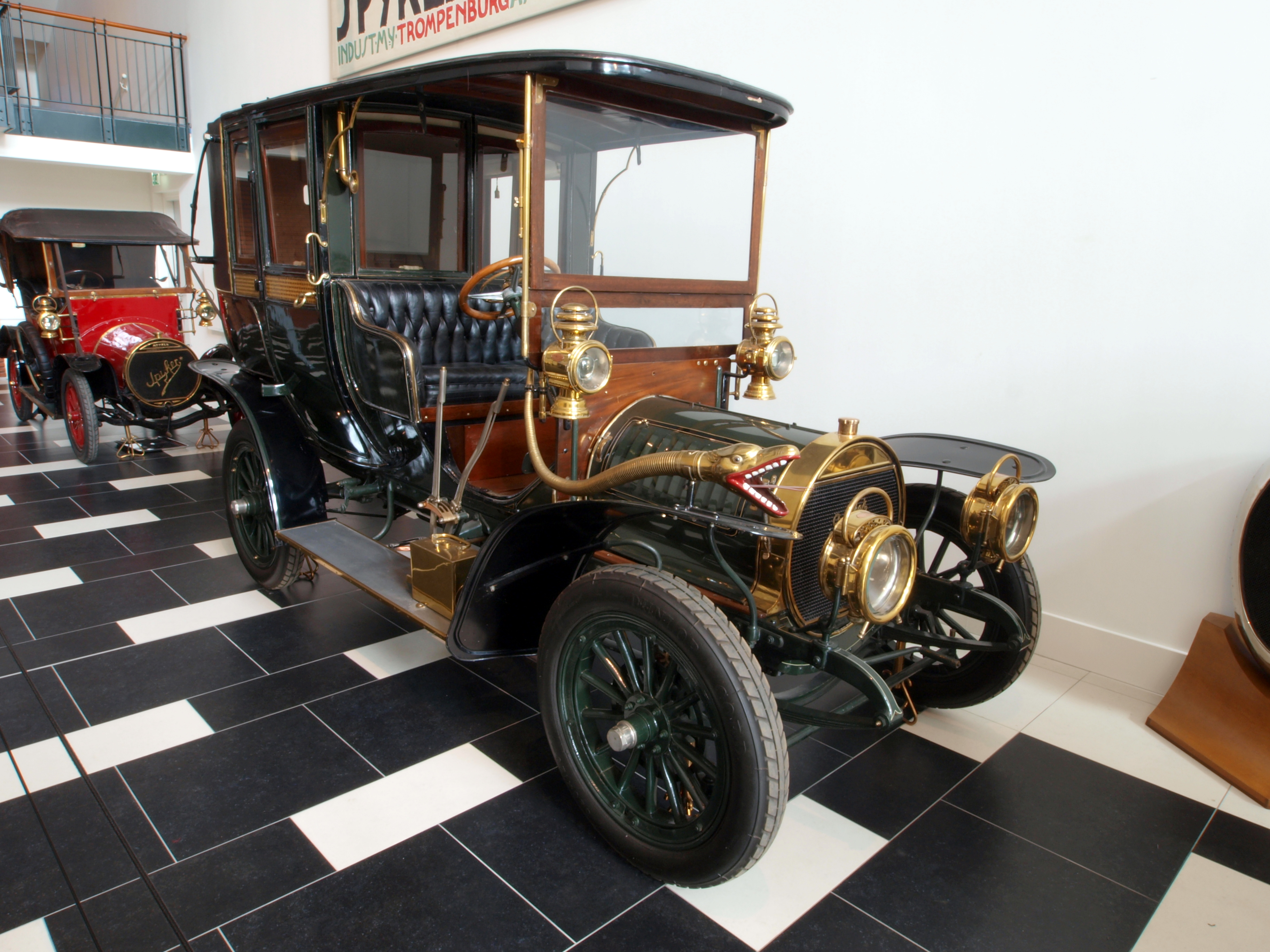
Spyker 15/22РК Landaulette

Мабуть, скориставшись горем, Якобус Шарль зумів умовити виділити 2000 франків на участь на автомобілі Spyker 14/18PK, Годдар переконав Спейкера, що інші витрати оплатить газета "Ле Мотін". Однак газета нічого оплачувати не збиралася, але Годдар не хотів ось так здаватися, він розпродав запчастини, які йому дали з собою, взяв скрізь борги, представляючись заводським гонщиком фірми. І вирушив до старту разом з іншими учасниками. У підсумку 27 травня стартувало 5 екіпажів: "Італа" з Боргезе на чолі (він їхав разом з механіком і журналістом), "Спайкер" з Годдаром, два "Де Діона" і 3-колісний "Конталь", який взагалі до фінішу не дістався.
Годдар модернізував машину, встановивши на неї великі колеса та інші передавальні числа в коробці, переміг у гонці, звичайно, князь, оскільки з фінансами у нього проблем не було. А ось що стосується Годдара, то цей товариш без грошей продовжував гонки, просив бензин і проживання в тих місцях, куди добирався. Коли він дістався до Омська, то Спейкер відправляє йому на допомогу свого механіка з деякою сумою грошей, коли вони дісталися до Москви, то Годдар залишає свого попутника, оскільки той захворює у пробігу на дизентерію. До російсько-німецького кордону він приїжджає другим після князя Боргезе, проте на кордоні його чекають уже поліцейські, які заарештовують Годдара за шахрайство (той в результаті отримав 18 місяців в'язниці), і Якобус разом з водієм сідають за кермо і хочуть їхати в Париж до фінішу, однак організатори гонок хочуть шоу, і наказують чекати автомобілі "Де Діон", щоб всі троє одночасно в'їхали в Париж. Так що Спейкер в підсумку фінішує другим в Парижі, причому, до його невдоволення автомобіль був розфарбований у прапор Франції (а не в голландський).
Дивний той факт, що за весь час подорожі (15 000 км) у автомобіля марки "Спайкер" полетіло тільки магнето, яке було замінене, але найбільше пресу дивував той факт, що Годдар виконав величезний шлях практично без грошей і запчастин, що саме по собі було відважно.
До речі, якщо автомобіль марки "Італа" зберігся, то "Спайкер" в 1911 році позбувся рідного мотора, а потім і зовсім був пущений на запчастини на авторозбірці, чомусь голландці не берегли цей автомобіль.

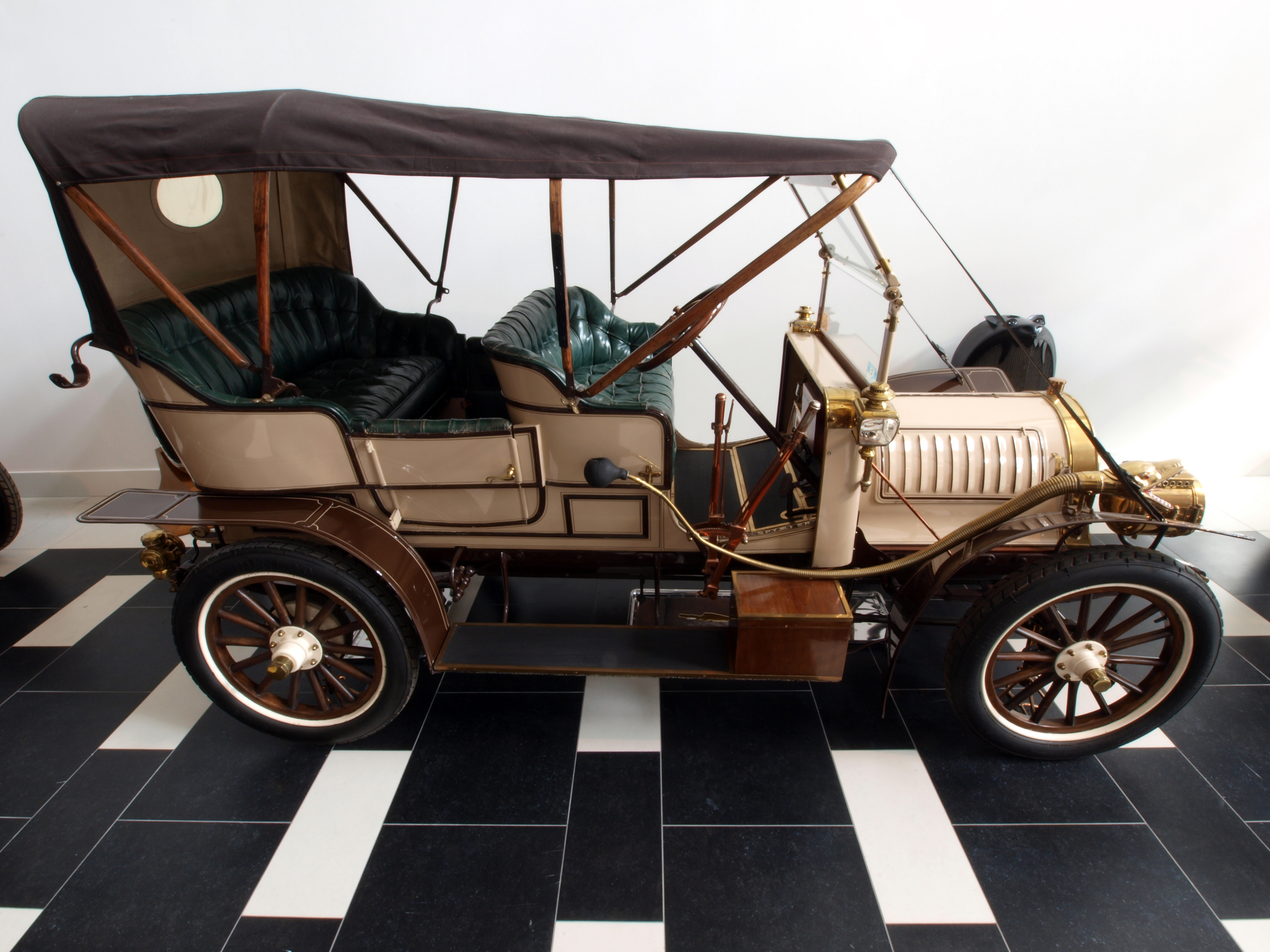
Spyker 15/22РК

Що стосовно серійних машин, то в 1907 році вийшла ціла купа нових моделей: 10/15РК з 1.8 л, 15/22РК з 2.8 л, 20/30РК - 4.6 л, 30/42РК - 6.9 л, і 40/80 з величезним 4-циліндровим 10.6 л.

Логотип Spyker

Мотори молодшої моделі були відмінні від попередніх моторів, справа в тому, що циліндри тепер були в єдиному блоці, а система змащення стала напівпримусовою, масляний насос сам черпав масло з картера і змащував механізми двигуна, завдяки цій системі димність знизилася на багато в порівнянні з моторами, в яких змащення відбувалася постійно (масло капало через певний час на тертьові елементи), так що машини отримали в добавок до "безпильної" слави і популярність як "бездимні". Машини 10/15РК мали гарний попит, особливо серед таксистів Лондона, бувши найпотужнішими у таксопарках.
Великі ж моделі все ще оснащувалися моторами з парними блоками циліндрів, але вони отримали подвійну систему запалювання.
Однак, не дивлячись на всі ці новинки та участь в гонках, справи у фірми пішли настільки погано, що фірма повинна була оголосити про своє банкрутство, оскільки вона сильно вклалася в оновлення, а в 1907 році сталася криза на ринках Європи, і багато великих замовлень було анульовано. Якобусу довелося покинути фірму.
У 1908 році прийшли нові люди, босом стає Фредерік ван Віссінген, однак головний інженер залишився той же. Було вирішено залишити колишній модельний ряд фірми, що тільки що з'явився.
Головні поновлення відбулися в 1910 році, коли з'явилися моделі 12РК (1.8 л), 16РК, 18РК (2.8 л) і 25РК (4.6 л). Всі мотори, окрім моделі 25, мали особливу конструкцію, між двома циліндрами поперечно розташовувався розподільчий вал, який приводився "черв'ячною" схемою від колінчастого вала. Через рік Лявіоллет побудував і 6-циліндрову модель 25/30РК з 4.2 л мотором, у якого було два поперечних розподільчих вала.

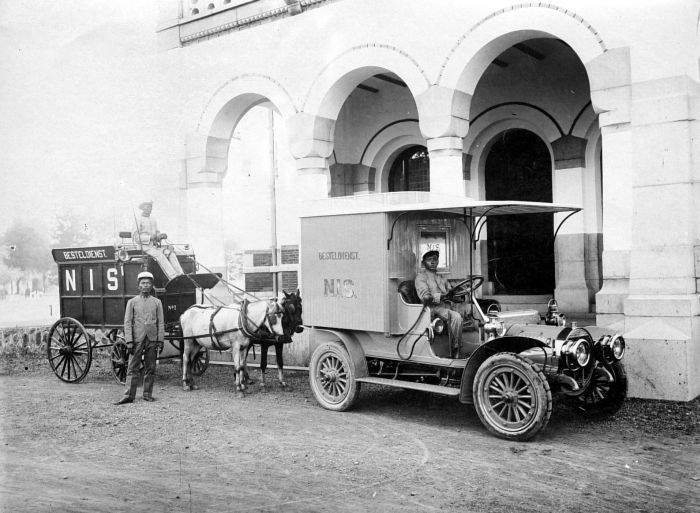
Spyker 25PК

У мотора такого типу були свої плюси і свої мінуси - мотор був дуже тихим, але в той же час надзвичайно складним в регулюванні. Однак машини була популярною, і незабаром королева Вільгельміна замовила кілька автомобілів для свого двору.
До речі, у маленької моделі 12РК був і свій нюанс, коробка передач у нього розміщувалася ззаду, разом з головною передачею, а як гальмо служив кардан, який блокувався при натисканні на гальмо.

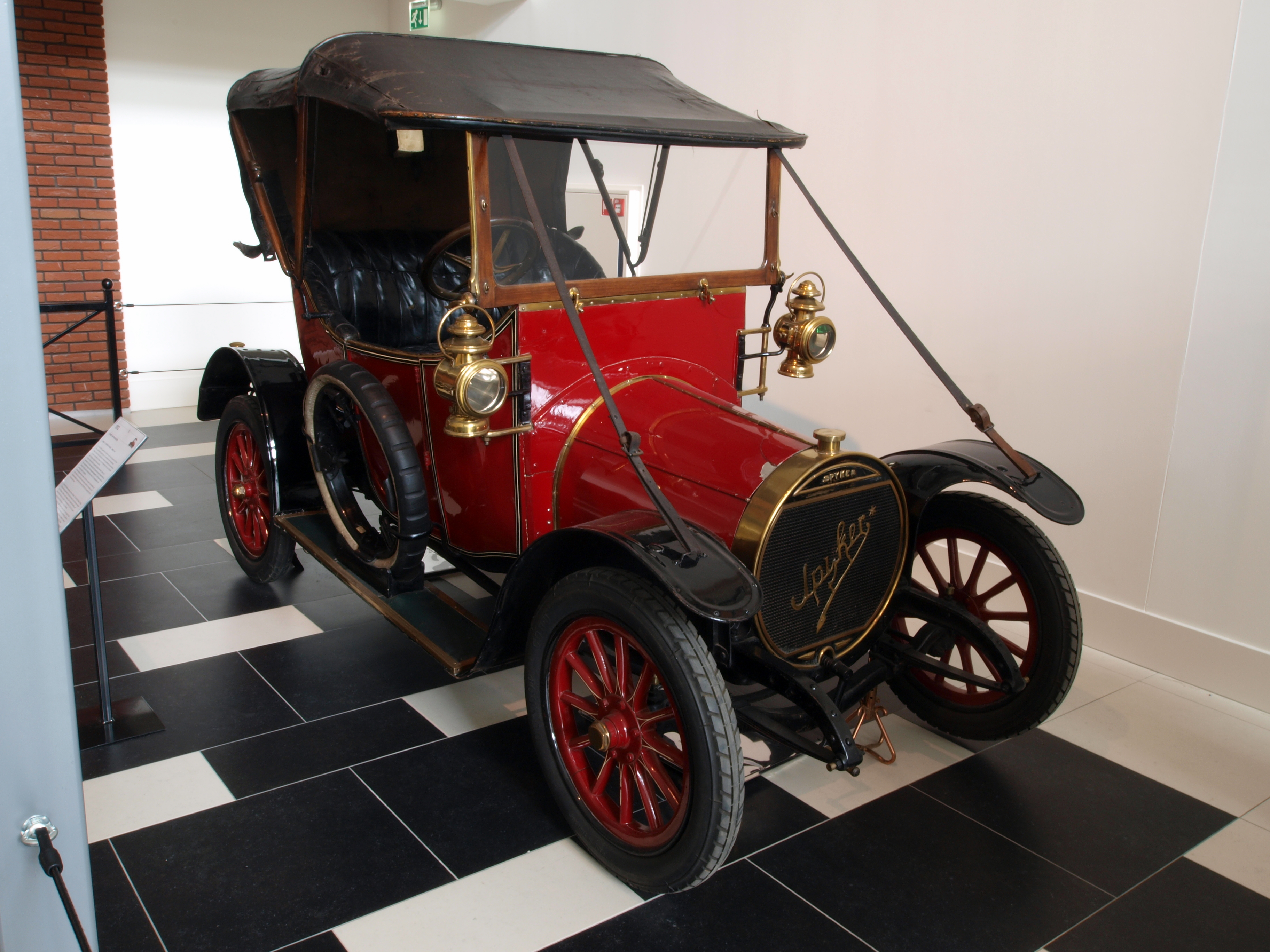
Spyker 7PК Roadster

До 1912 році Лявіолет розробляє 2-циліндрову модель, щоб розширити виробничу гаму, однак керівництво, підрахувавши приблизну вартість цього 1.2 л автомобільчика, який повинен був конкурувати з дешевими автомобілями типу Singer і Peugeot, вирішили згорнути проєкт, оскільки машина вийшла занадто дорогою для цього класу, хоча спочатку вважалося, що можна буде збути близько 100 таких "вуатюреток". Прототип дійшов до наших днів.

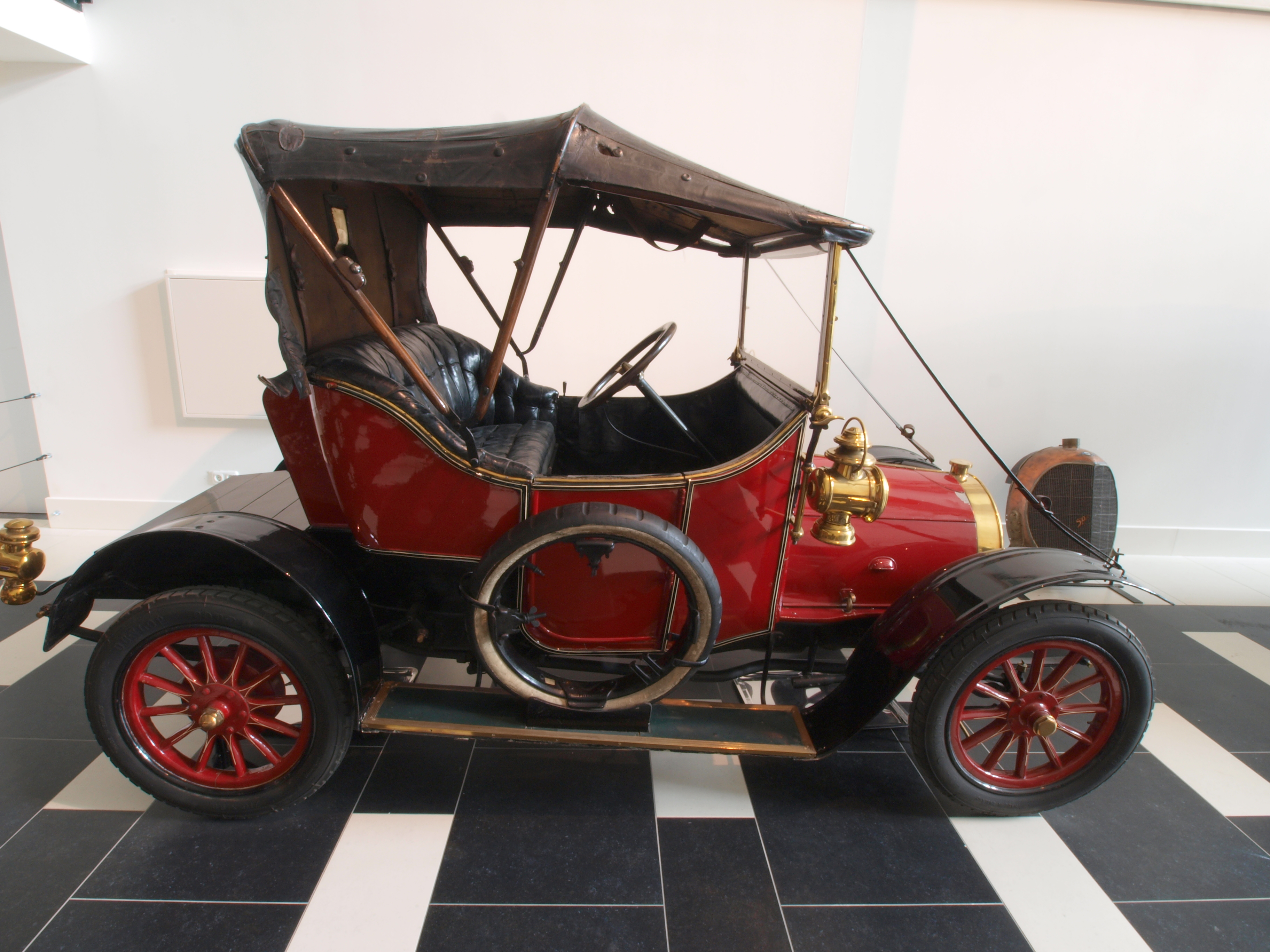
Spyker 7PК Roadster

Однак, не дивлячись на те, що 7РК в серію не пішов, з'явилися нові машини - 20РК з 3.4 л мотором, 30РК з 6.1 л і 40РК з 7.2 л (королева замовила і цю машину). Всі вони також відрізняються поперечним розташуванням розподільчого вала і 4-ступінчастою коробкою передач. До 1913 року моделі 1910-1911 років були зняті з виробництва, так що в серії залишилися тільки машини 1912 року. 1913 року з'являється спортивна версія 20РК з подвійною системою запалювання і новим V-подібним дизайном радіатора, це допомогло розвивати машині швидкість в 100 км/год. Разом з цим з'явилася нова модель 14, а через рік на її базі - і нова 12, також з 1.8 л мотором. Це були останні машини, розроблені бельгійцем, який залишає фірму в 1913 році.
У 1915 році фірму купує льотчик Анрі Вейнмален, який перейменовує фірму в N.V. Nederlandse Automobiel- en Vliegtuigenfabriek Trompenburg ("Автомобільна і літакова фабрика Тромпенбурга в Нідерландах"). Почавши випускати літаки, в 1916 році фірма припиняє виробництво легкових автомобілів, хоча Нідерланди і оголосили про нейтралітет, але їм бракує матеріалів для виготовлення автомобілів. В цей же час на маточинах автомобілів, що ще випускаються, з'являється зображення пропелера і напис "Nulla tenaci invia est via", це означає "Немає непрохідних стежок для тих, хто завзятий".

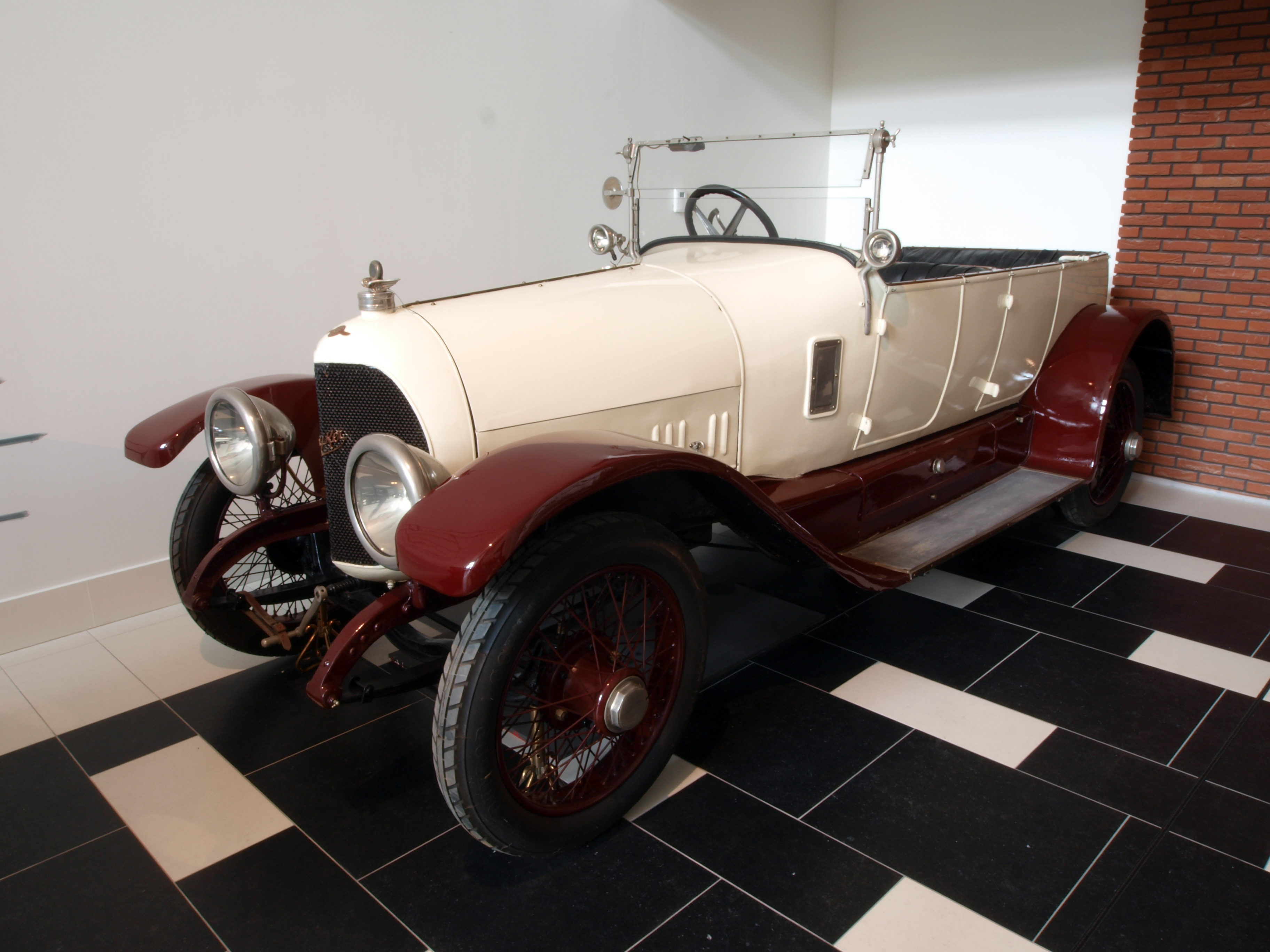
Spyker C1 13/30PК Torpedo

У цей час на роботу наймають Сміта Кляйна, який починає розробляти нову модель - С1 13/30РК. С1 означало шасі - (Chassi), за аналогією з літаками, які отримували індекси V1, V2 і т.д. (від Vliegtuig - літак).
Машина була показана в 1916 році, але її виробництво почалося тільки в 1918 році. Мотор тепер мав традиційне розташування розподільчого вала, його 3.6 л 45-сильний мотор був відверто слабким для важких шасі, до того ж передавальні числа коробки також не сприяли гарній динаміці, але машина славилася своєю якістю і надійністю. Однак, не дивлячись на повільність машини, фірма стала поставляти "спортивну" версію, кузов якої був схожий на фюзеляж літака.
Через свій дизайн ця машина отримала образливе прізвисько - "Літаюча курка". Для тих, кому 13/30НР здавалася слабкою і повільною, стали пропонувати потужніший варіант, який одержав індекс 14/34PК. Всього було побудовано 330 автомобілів моделі С1, з яких дожила до нашого часу всього 1 машина.

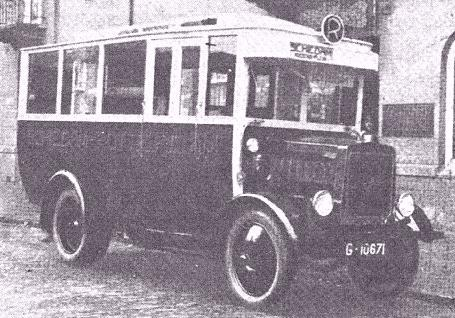
Spyker C2

Щоб проіснувати, фірма вирішує запустити в 1920 році у виробництво вантажівку - С2. На нього встановили 4.6 л 4-циліндровий двигун фірми "Континенталь".
Одночасно планувалося запустити у виробництво 2-місний спортивний автомобіль, який повинен був отримати індекс С3, проте його вирішили не випускати, і тому новий автомобіль, який з'явився в 1920 році отримав індекс С4.
Цей автомобіль конструював авіаційний інженер фірми - Фредерік Колхоовен, проте мотор був не самостійною розробкою фірми, а поставлявся іншою авіаційною компанією, правда, з Німеччини. Карл Майбах, син Вільгельма Майбаха, сконструював 6-циліндровий мотор Maybach W2, об'ємом 5.7 л і потужністю 72 к.с., для Спайкера. Фірма Спайкер планувала закупити велику партію цих моторів, але змогла закупити всього 150 моторів, і Майбаху нічого не залишилося, як сконструювати власної машину W3, на яку стали ставити ці ж мотори, так що голландці вплинули на появу цієї шикарної марки.
Але повернемося до С4 30/40РК, це був шикарний автомобіль, який міг розвивати 140 км/год (при вазі в 2 т), проте на території заводу переважно відбувалося тільки складання шасі, оскільки коробка теж була покупною, її поставляла з Франції фірма Leflaive & Cie, хоча вона і була сконструйована інженерами "Спайкера".

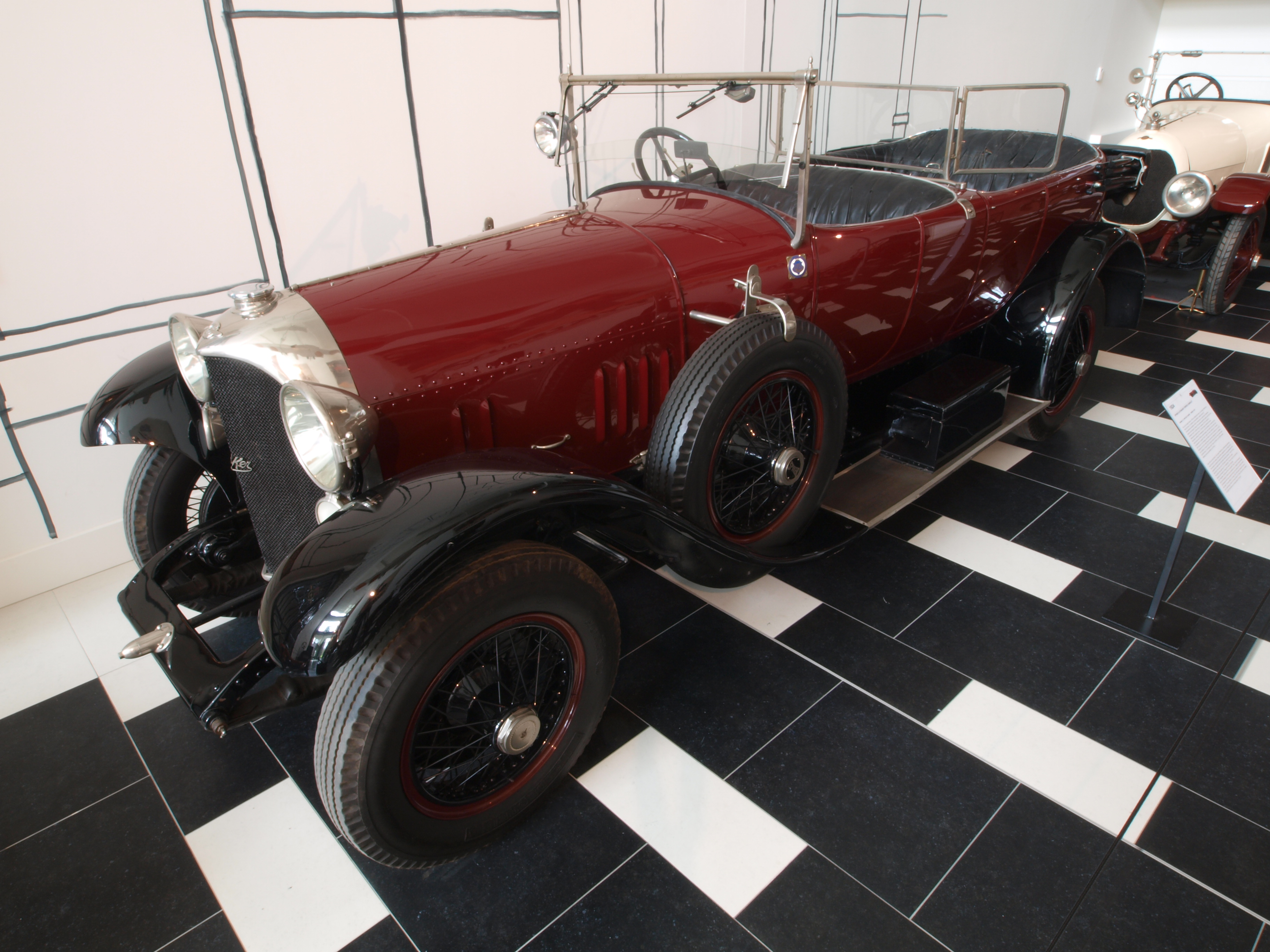
Spyker C4 30/40PK Torpedo Tenex

Бажаючи прорекламувати автомобіль, Вейнмален наймає команду гонщиків, які повинні будуть намотати безперервно 30000 км з Неймегена в Сіттард і назад, причому їздити доведеться і через пагорби, які знаходяться якраз в південній частині країни. Цей марафон потрібен був для того, щоб побити рекорд надійності, встановлений "Роллс-Ройсом" в 1907 році. Через 36 днів машина намотала 30 000 км, при цьому за весь цей час було замінено всього 13 пружинок клапанів мотора (проблема "Майбахів"), так що машина отримує звання "континентальний "Роллс-Ройс"".
Через рік заводський конструктор Колхоовен б'є рекорд з подолання маршруту з Парижа до Гааги, випередивши рекордсмена на годину і 22 хвилини, при цьому витративши на заправках близько 30 хвилин і змінивши за цей час 7 покришок. Всього 500 км він подолав за 8 годин і 26 хвилин.

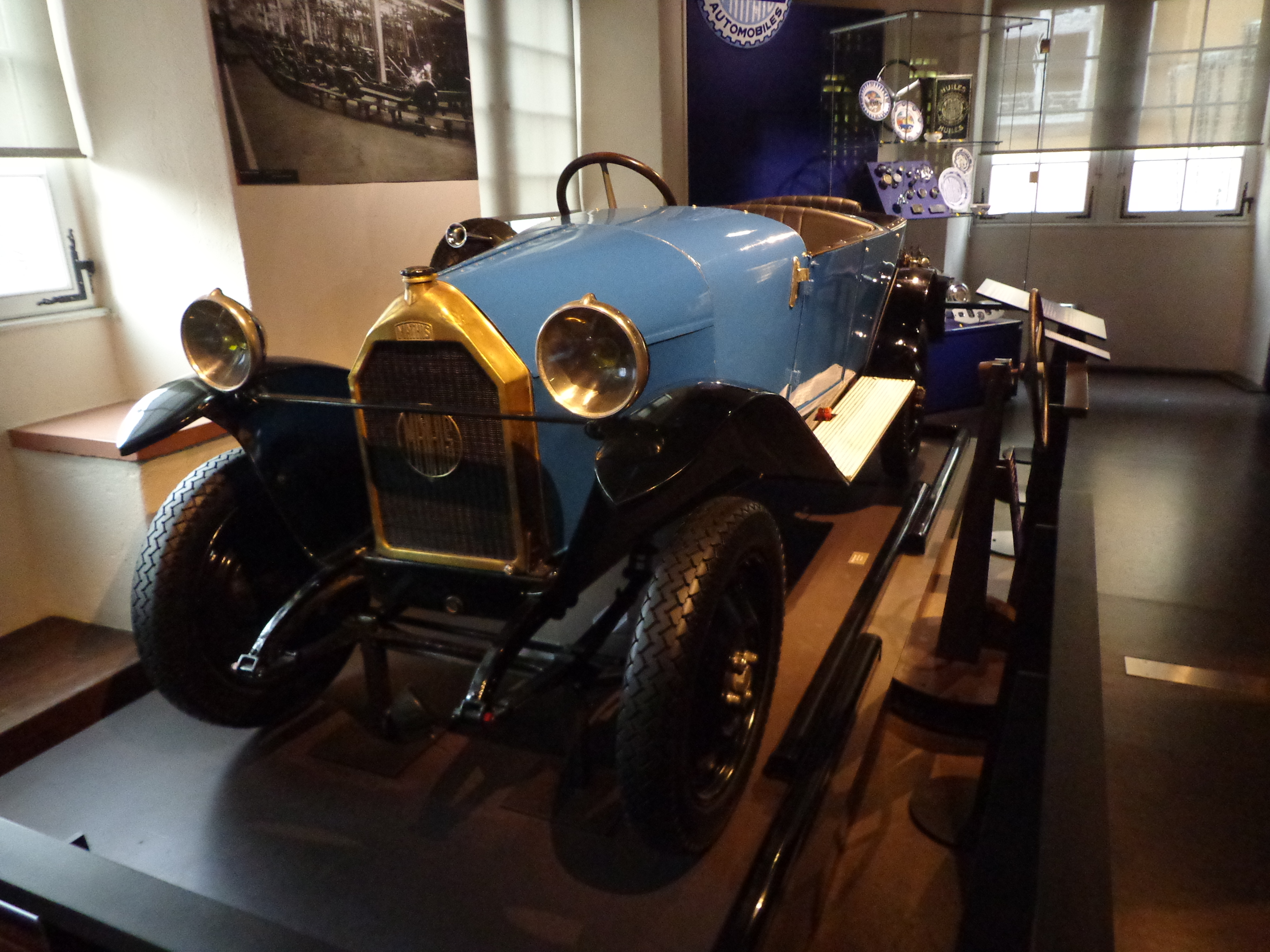
Spyker-Mathis 10PK

Однак виробництвом вантажівок С2 і дорогих С4 було не вижити, і Вейнмален домовляється з "Матісом" про виробництво за ліцензією моделі Mathis 10CV з 1.1 л мотором.

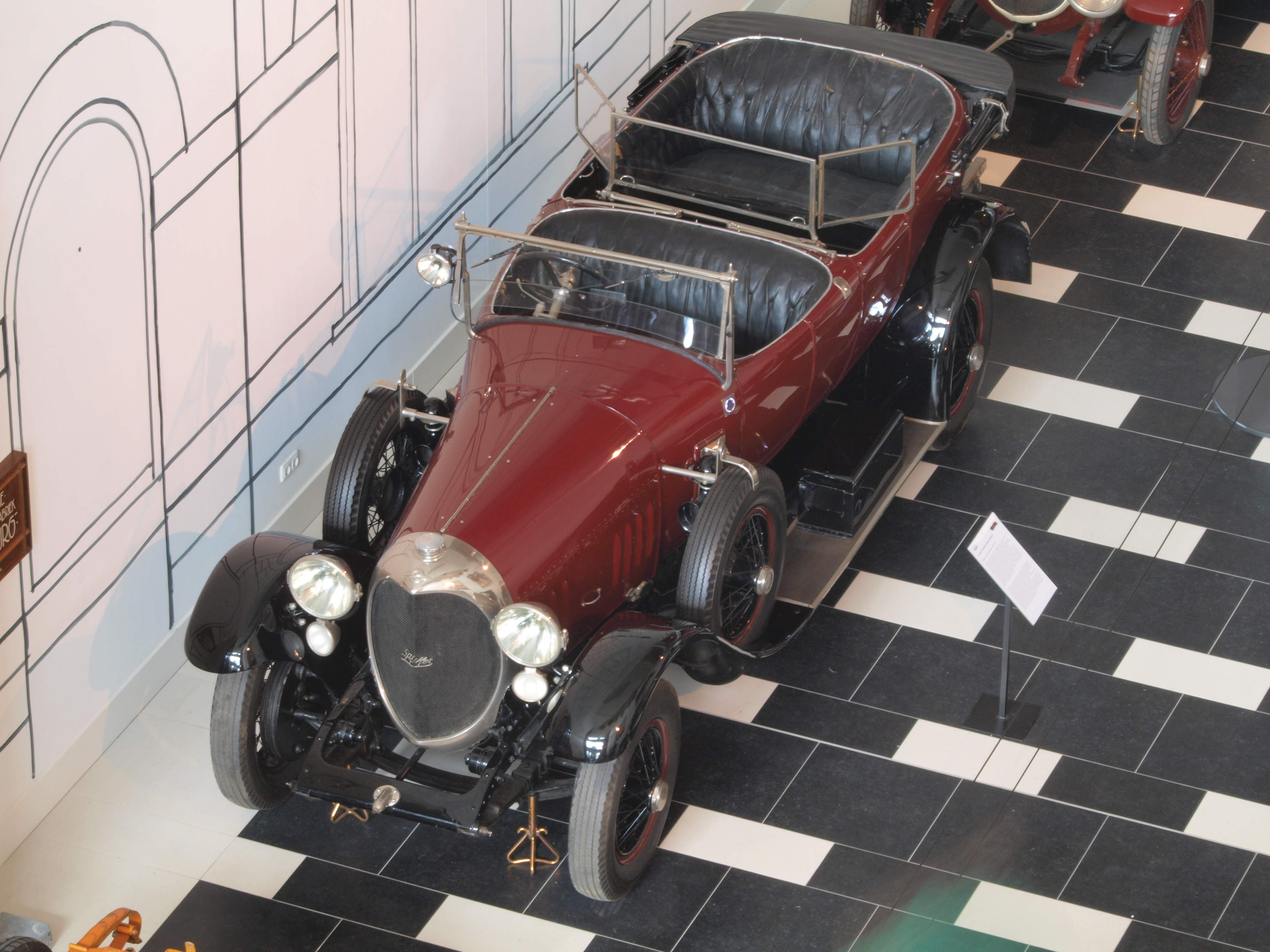
Spyker С4 30/40PK

У липні 1922 року Селвін Едж хоче побити свій рекорд середньої швидкості, який він поставив в 24-годинних заїздах на трасі Брукландс ще в 1907 році, але тоді йому було 36, а зараз вже 51 рік. У підсумку він ставить рекорд, показавши 119.5 км/год, проти 105 км/год. Після заїзду в інтерв'ю журналістам він заявив, що це дуже надійна машина, яка жодного разу не підвела його в напружених заїздах, довжиною майже 2900 км.
У тому ж 1922 році з рейтингів зник 1.1 л "Матіс", оскільки нікому не потрібен був автомобіль такого класу, що продається під солідним брендом, серійні С4 ж отримали гальма всіх коліс. Не дивлячись на всі рекорди та інновації, фірма знову стала на межі банкрутства, оскільки продажі "Матісів" і вантажівок не вийшли на очікуваний рівень, а попит на дорогі машини, які переважно продавалися у Великій Британії, різко впав через введення нових мит, у підсумку "Спайкер С4" коштував там стільки, скільки просили за Rolls-Royce Silver Ghost і Hispano-Suiza H6, ніхто не хотів платити такі гроші за цю продукцію.

## Припинення виробництва автомобілів. Закриття компанії

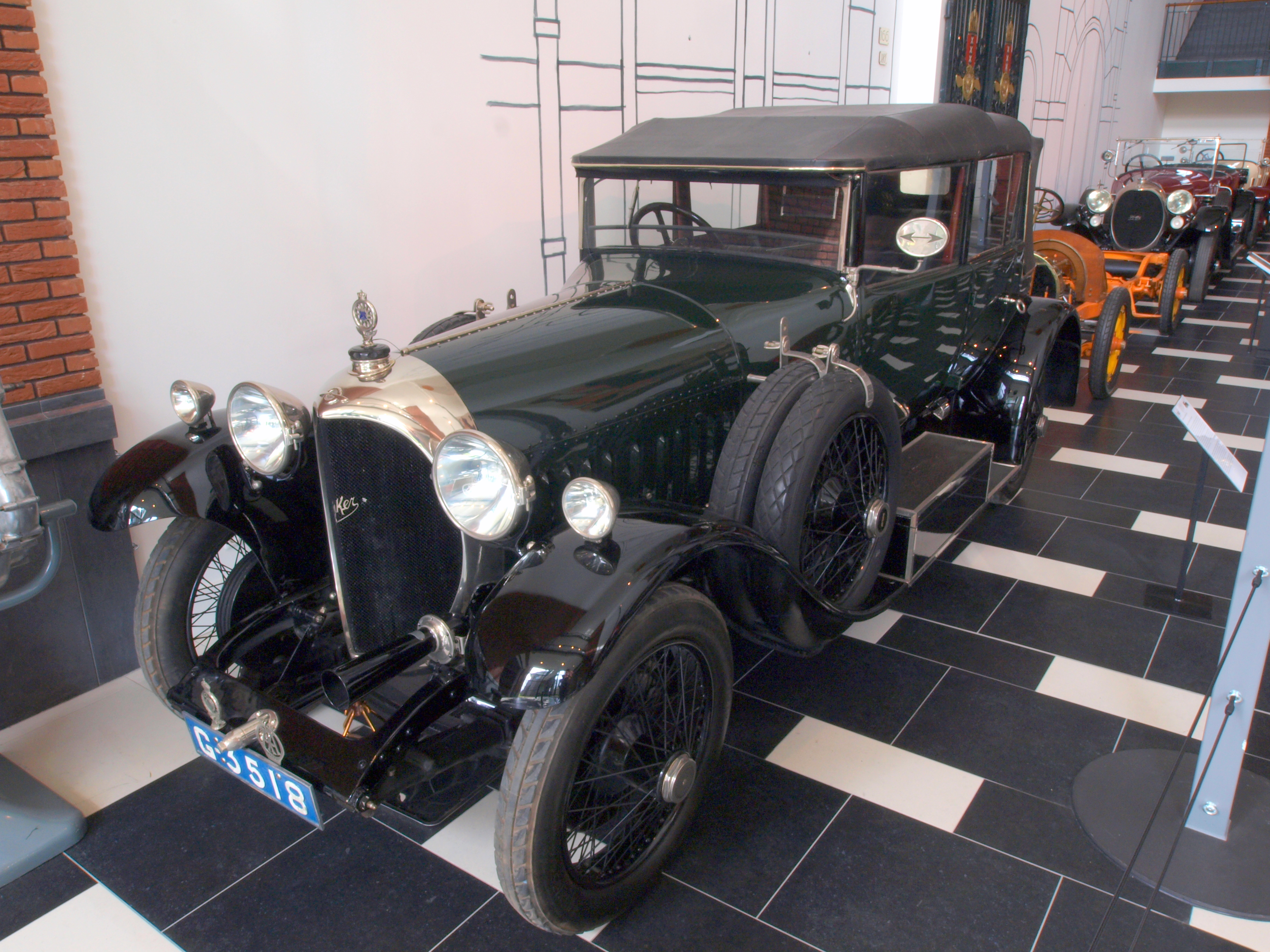
Spyker С4 30/40PK All Weather Сoupe

У підсумку в 1922 році фірму викуповує британський дилер компанії - Spyker Ltd. Під її керівництвом призупиняється проєктування нових автомобілів, і вирішується виробляти машини з наявних на складах деталей, при цьому ціни на шасі були значно знижені, в результаті запасів вистачило до 1926 року, продавши останні шасі, 26 травня 1926 року фірма припинила своє існування.
За різними джерелами за 25 років фірма випустила всього 1500-2000 автомобілів, з яких до наших днів дійшло не більше 20 примірників.

## Компанія Spyker Cars
У 1999 році молодий голландець Мартін де Брейн будує концепт-кар, який назвав Silvestris, він був побудований на агрегатах "Ауді V8", проте для просування своєї продукції йому потрібно було гучне ім'я, тому він зареєстрував свою фірму як Spyker Cars N.V., оскільки права на марку нікому не належали.

## Список автомобілів Spyker
- 1900 - Spijker-Benz 3PK
  - Spijker-Benz 5PK
  - Spijker 5PK
- 1902 - Spijker 6PK
- 1903 - Spijker 10/12PK
  - Spijker 20/24PK
  - Spijker 10/12PK
  - Spyker 36/50PK
  - Spyker 16/20PK
  - Spyker 30/36PK
  - Spyker 60/80PK
- 1904 - Spyker 14/18PK
  - Spyker 20/28PK
  - Spyker 25/36PK
  - Spyker 32/40PK
- 1907 - Spyker 10/15PK
  - Spyker 15/22PK
  - Spyker 20/30PK
  - Spyker 30/42PK
  - Spyker 40/80PK
- 1910 - Spyker 12PK
  - Spyker 16PK
  - Spyker 18PK
  - Spyker 25PK
- 1911 - Spyker 25/30PK
- 1912 - Spyker 20PK
  - Spyker 30PK
  - Spyker 40PK
- 1913 - Spyker 14PK
- 1914 - Spyker 12PK
- 1916 - Spyker C1 13/30PК
  - Spyker C2
- 1920 - Spyker C1 14/34PК
  - Spyker C4
- 1921 - Spyker-Mathis 10PK